# 比利时皇家气象研究所
比利时皇家气象研究所（荷蘭語：Koninklijk Meteorologisch Instituut van België，简称KMI，简称IRM）是比利时的一个联邦研究所，从事气象学领域科学研究工作，隶属于科学政策部（BELSPO）。该研究所是世界气象组织、歐洲中期天氣預報中心、歐洲氣象衛星開發組織和欧洲气象网的成员。